# Atletismo nos Jogos Pan-Americanos de 2015 - Decatlo masculino
A competição do decatlo masculino foi um dos eventos do atletismo nos Jogos Pan-Americanos de 2015, em Toronto. Foi disputada no Estádio CIBC de Atletismo Pan e Parapan-Americano entre os dias 22 e 23 de julho.

## Calendário
Horário local (UTC-4).
| Data        | Horário | Fase                     |
| ----------- | ------- | ------------------------ |
| 22 de julho | 10:10   | 100 metros               |
| 22 de julho | 10:50   | Salto em distância       |
| 22 de julho | 12:05   | Aremesso de peso         |
| 22 de julho | 18:10   | Salto em altura          |
| 22 de julho | 19:52   | 400 metros               |
| 23 de julho | 10:05   | 110 metros com barreiras |
| 23 de julho | 10:55   | Arremesso de disco       |
| 23 de julho | 12:15   | Salto com vara           |
| 23 de julho | 17:35   | Lançamento de dardo      |
| 23 de julho | 20:50   | 1500 metros              |
| 23 de julho | 20:50   | Resultado final          |

## Medalhistas
| Ouro   | CAN Damian Warner          |
| Prata  | GRN Kurt Felixr            |
| Bronze | BRA Luiz Alberto de Araújo |

## Recordes
Recordes mundial e pan-americano antes da disputa dos Jogos Pan-Americanos de 2015.
| Tipo                             | Atleta        | Pontos | Local       | Data                  |
| -------------------------------- | ------------- | ------ | ----------- | --------------------- |
|                                  | Ashton Eaton  | 9039   | Eugene      | 23 de junho de 2012   |
| Recorde dos Jogos Pan-Americanos | Leonel Suárez | 8373   | Guadalajara | 25 de outubro de 2011 |

## Resultados

### 100 metros
| Colocação | Bateria | Atleta                 | Nacionalidade      | Tempo | Pontos | Notas |
| --------- | ------- | ---------------------- | ------------------ | ----- | ------ | ----- |
| 1         | 2       | Damian Warner          | CAN Canadá         | 10.28 | 1028   |       |
| 2         | 2       | Felipe dos Santos      | BRA Brasil         | 10.37 | 1006   |       |
| 3         | 2       | Yordanis García        | CUB Cuba           | 10.80 | 906    |       |
| 3         | 1       | Rodrigo Sagaon         | MEX México         | 10.80 | 906    |       |
| 5         | 2       | Luiz Alberto de Araújo | BRA Brasil         | 10.81 | 903    |       |
| 6         | 2       | Austin Bahner          | USA Estados Unidos | 10.87 | 890    |       |
| 7         | 2       | Kurt Felix             | GRN Granada        | 10.91 | 881    |       |
| 8         | 1       | Lindon Victor          | GRN Granada        | 10.99 | 863    |       |
| 9         | 1       | Roman Garibay          | MEX México         | 11.12 | 834    |       |
| 10        | 1       | Leonel Suárez          | CUB Cuba           | 11.22 | 812    |       |
| 11        | 1       | Derek Masterson        | USA Estados Unidos | 11.43 | 767    |       |
| 12        | 1       | Pat Arbour             | CAN Canadá         | 11.53 | 746    |       |

### Salto em distância
| Colocação | Atleta                 | Nacionalidade      | #1   | #2   | #3   | Marca | Vento | Pontos | Notas |
| --------- | ---------------------- | ------------------ | ---- | ---- | ---- | ----- | ----- | ------ | ----- |
| 1         | Damian Warner          | CAN Canadá         | 7.68 | x    | 7.55 | 7.68  | +2.4  | 980    |       |
| 2         | Kurt Felix             | GRN Granada        | 7.17 | 7.54 | 7.48 | 7.54  | +3.8  | 945    |       |
| 3         | Luiz Alberto de Araújo | BRA Brasil         | 7.53 | 7.30 | x    | 7.53  | +2.8  | 942    |       |
| 4         | Felipe dos Santos      | BRA Brasil         | 7.52 | x    | 7.45 | 7.52  | +2.1  | 940    |       |
| 5         | Austin Bahner          | USA Estados Unidos | 7.27 | x    | 7.02 | 7.27  | +1.4  | 878    |       |
| 6         | Pat Arbour             | CAN Canadá         | 7.15 | x    | 6.70 | 7.15  | +2.8  | 850    |       |
| 7         | Leonel Suárez          | CUB Cuba           | 6.83 | 7.11 | x    | 7.11  | +2.7  | 840    |       |
| 8         | Lindon Victor          | GRN Granada        | 6.50 | 6.91 | 6.88 | 6.91  | +3.2  | 792    |       |
| 9         | Yordanis García        | CUB Cuba           | 6.89 | 6.41 | x    | 6.89  | +4.1  | 788    |       |
| 10        | Roman Garibay          | MEX México         | 6.82 | 4.90 | 6.77 | 6.82  | +2.0  | 771    |       |
| 11        | Derek Masterson        | USA Estados Unidos | 6.49 | 6.01 | 6.18 | 6.49  | +3.2  | 695    |       |
| 12        | Rodrigo Sagaon         | MEX México         | 6.33 | x    | x    | 6.33  | +2.2  | 659    |       |

### Arremesso de peso
| Colocação | Atleta                 | Nacionalidade      | #1    | #2    | #3    | Marca | Pontos | Notas |
| --------- | ---------------------- | ------------------ | ----- | ----- | ----- | ----- | ------ | ----- |
| 1         | Kurt Felix             | GRN Granada        | 14.30 | 15.15 | 15.23 | 15.23 | 804    |       |
| 2         | Luiz Alberto de Araújo | BRA Brasil         | 14.48 | 14.77 | 15.16 | 15.16 | 800    |       |
| 3         | Yordanis García        | CUB Cuba           | x     | 14.29 | 14.91 | 14.91 | 784    |       |
| 4         | Lindon Victor          | GRN Granada        | 14.72 | 14.75 | x     | 14.75 | 774    |       |
| 5         | Derek Masterson        | USA Estados Unidos | 14.58 | x     | 14.38 | 14.58 | 764    |       |
| 6         | Pat Arbour             | CAN Canadá         | x     | 14.56 | 14.40 | 14.56 | 763    |       |
| 7         | Leonel Suárez          | CUB Cuba           | 13.46 | 13.74 | 14.43 | 14.43 | 755    |       |
| 8         | Damian Warner          | CAN Canadá         | 14.33 | 14.36 | 14.13 | 14.36 | 750    |       |
| 9         | Roman Garibay          | MEX México         | 13.71 | 13.78 | 14.23 | 14.23 | 742    |       |
| 10        | Felipe dos Santos      | BRA Brasil         | 14.16 | 13.93 | 14.22 | 14.22 | 742    |       |
| 11        | Rodrigo Sagaon         | MEX México         | 12.12 | 12.60 | 13.18 | 13.18 | 678    |       |
| 12        | Austin Bahner          | USA Estados Unidos | 12.26 | 12.47 | 12.46 | 12.47 | 635    |       |

### Salto em altura
| Colocação | Grupo | Atleta                 | Nacionalidade      | 1.64 | 1.67 | 1.70 | 1.73 | 1.76 | 1.79 | 1.82 | 1.85 | 1.88 | 1.91 | 1.94 | 1.97 | 2.00 | 2.03 | 2.06 | 2.09 | 2.12 | Marca | Pontos | Notas |
| --------- | ----- | ---------------------- | ------------------ | ---- | ---- | ---- | ---- | ---- | ---- | ---- | ---- | ---- | ---- | ---- | ---- | ---- | ---- | ---- | ---- | ---- | ----- | ------ | ----- |
| 1         | A     | Kurt Felix             | GRN Granada        |      |      |      |      |      |      |      |      |      | o    |      |      | o    |      | o    | o    | xxx  | 2.09  | 887    |       |
| 2         | A     | Felipe dos Santos      | BRA Brasil         |      |      |      |      |      |      |      |      | o    | o    | o    | o    | xo   | o    | xxx  |      |      | 2.03  | 831    |       |
| 3         | B     | Luiz Alberto de Araújo | BRA Brasil         |      |      |      |      |      |      | o    |      | o    | xo   | o    | o    | xxo  | xxx  |      |      |      | 2.00  | 803    |       |
| 4         | A     | Damian Warner          | CAN Canadá         |      |      |      |      |      |      |      |      | o    | o    | o    | xo   | xxx  |      |      |      |      | 1.97  | 776    |       |
| 5         | A     | Leonel Suárez          | CUB Cuba           |      |      |      |      |      |      |      | xo   |      | o    |      | xxo  | xxx  |      |      |      |      | 1.97  | 776    |       |
| 6         | B     | Pat Arbour             | CAN Canadá         |      |      |      |      |      |      | o    | o    | o    | o    | o    | xxx  |      |      |      |      |      | 1.94  | 749    |       |
| 7         | A     | Lindon Victor          | GRN Granada        |      |      |      |      |      |      |      |      |      | o    | xxo  | xxx  |      |      |      |      |      | 1.94  | 749    |       |
| 8         | B     | Derek Masterson        | USA Estados Unidos |      |      |      |      |      |      | o    | xxo  | o    | xxx  |      |      |      |      |      |      |      | 1.88  | 696    |       |
| 9         | A     | Yordanis García        | CUB Cuba           |      |      |      |      |      |      |      | o    |      | xxx  |      |      |      |      |      |      |      | 1.85  | 670    |       |
| 10        | B     | Roman Garibay          | MEX México         |      |      |      |      | o    |      | xo   | o    | xxx  |      |      |      |      |      |      |      |      | 1.85  | 670    |       |
| 11        | B     | Austin Bahner          | USA Estados Unidos |      |      |      |      | xo   | o    | xo   | xo   | xxx  |      |      |      |      |      |      |      |      | 1.85  | 670    |       |
| 12        | B     | Rodrigo Sagaon         | MEX México         | o    | o    | o    | o    | xxo  | xo   | xxo  | xxx  |      |      |      |      |      |      |      |      |      | 1.82  | 644    |       |

### 400 metros
| Colocação | Bateria | Atleta                 | Nacionalidade      | Tempo | Pontos | Notas |
| --------- | ------- | ---------------------- | ------------------ | ----- | ------ | ----- |
| 1         | 2       | Damian Warner          | CAN Canadá         | 47.66 | 926    |       |
| 2         | 2       | Felipe dos Santos      | BRA Brasil         | 48.65 | 878    |       |
| 3         | 2       | Rodrigo Sagaon         | MEX México         | 49.00 | 861    |       |
| 4         | 2       | Yordanis García        | CUB Cuba           | 49.60 | 833    |       |
| 5         | 2       | Kurt Felix             | GRN Granada        | 49.67 | 830    |       |
| 6         | 2       | Luiz Alberto de Araújo | BRA Brasil         | 49.91 | 819    |       |
| 7         | 2       | Austin Bahner          | USA Estados Unidos | 50.36 | 798    |       |
| 8         | 1       | Leonel Suárez          | CUB Cuba           | 50.94 | 772    |       |
| 9         | 1       | Roman Garibay          | MEX México         | 52.06 | 722    |       |
| 10        | 1       | Lindon Victor          | GRN Granada        | 52.18 | 717    |       |
| 11        | 1       | Derek Masterson        | USA Estados Unidos | 52.32 | 711    |       |
| 12        | 1       | Pat Arbour             | CAN Canadá         | 53.69 | 652    |       |

### 110 metros com barreiras
| Colocação | Bateria | Atleta                 | Nacionalidade      | Tempo | Vento | Pontos | Notas |
| --------- | ------- | ---------------------- | ------------------ | ----- | ----- | ------ | ----- |
| 1         | 2       | Damian Warner          | CAN Canadá         | 13.44 | +2.0  | 1048   |       |
| 2         | 2       | Yordanis García        | CUB Cuba           | 14.06 | +2.0  | 967    |       |
| 3         | 2       | Felipe dos Santos      | BRA Brasil         | 14.10 | +2.0  | 962    |       |
| 4         | 2       | Luiz Alberto de Araújo | BRA Brasil         | 14.29 | +2.0  | 937    |       |
| 5         | 2       | Leonel Suárez          | CUB Cuba           | 14.41 | +2.0  | 922    |       |
| 6         | 1       | Kurt Felix             | GRN Granada        | 14.71 | +2.4  | 885    |       |
| 7         | 1       | Rodrigo Sagaon         | MEX México         | 14.75 | +2.4  | 880    |       |
| 8         | 1       | Pat Arbour             | CAN Canadá         | 15.15 | +2.4  | 831    |       |
| 9         | 1       | Derek Masterson        | USA Estados Unidos | 15.20 | +2.4  | 825    |       |
| 10        | 1       | Roman Garibay          | MEX México         | 15.41 | +2.4  | 801    |       |
| 11        | 1       | Austin Bahner          | USA Estados Unidos | 15.74 | +2.4  | 762    |       |
| 12        | 1       | Lindon Victor          | GRN Granada        | 15.85 | +2.4  | 750    |       |

### Arremesso de disco
| Colocação | Atleta                 | Nacionalidade      | #1    | #2    | #3    | Marca | Pontos | Notas |
| --------- | ---------------------- | ------------------ | ----- | ----- | ----- | ----- | ------ | ----- |
| 1         | Lindon Victor          | GRN Granada        | x     | x     | 49.80 | 49.80 | 866    |       |
| 2         | Pat Arbour             | CAN Canadá         | 48.23 | 48.80 | 47.33 | 48.80 | 845    |       |
| 3         | Damian Warner          | CAN Canadá         | 41.04 | 47.56 | 47.17 | 47.56 | 820    |       |
| 4         | Derek Masterson        | USA Estados Unidos | 44.80 | 47.50 | 46.07 | 47.50 | 818    |       |
| 5         | Luiz Alberto de Araújo | BRA Brasil         | x     | 39.82 | 46.16 | 46.16 | 791    |       |
| 6         | Leonel Suárez          | CUB Cuba           | 35.58 | 44.07 | 45.02 | 45.02 | 767    |       |
| 7         | Kurt Felix             | GRN Granada        | 44.24 | 44.54 | x     | 44.54 | 757    |       |
| 8         | Roman Garibay          | MEX México         | 37.40 | x     | 44.51 | 44.51 | 757    |       |
| 9         | Felipe dos Santos      | BRA Brasil         | 37.60 | 42.38 | x     | 42.38 | 713    |       |
| 10        | Austin Bahner          | USA Estados Unidos | 42.35 | x     | x     | 42.35 | 712    |       |
| 11        | Yordanis García        | CUB Cuba           | x     | 41.87 | x     | 41.87 | 703    |       |
| 12        | Rodrigo Sagaon         | MEX México         | x     | x     | x     | NM    | 0      |       |

### Salto com vara
| Colocação | Atleta                 | Nacionalidade      | 3.80 | 3.90 | 4.00 | 4.10 | 4.20 | 4.30 | 4.40 | 4.50 | 4.60 | 4.70 | 4.80 | 4.90 | Marca | Pontos | Notas |
| --------- | ---------------------- | ------------------ | ---- | ---- | ---- | ---- | ---- | ---- | ---- | ---- | ---- | ---- | ---- | ---- | ----- | ------ | ----- |
| 1         | Derek Masterson        | USA Estados Unidos |      |      |      |      |      |      | xo   | o    | o    | xo   | o    | xxx  | 4.80  | 849    |       |
| 2         | Luiz Alberto de Araújo | BRA Brasil         |      |      |      |      |      |      |      |      | xo   | o    | xxx  |      | 4.70  | 819    |       |
| 3         | Yordanis García        | CUB Cuba           |      |      |      |      |      |      | xxo  |      | xxo  | o    | xxx  |      | 4.70  | 819    |       |
| 4         | Austin Bahner          | USA Estados Unidos |      |      |      |      |      |      | o    |      | o    |      | xxx  |      | 4.60  | 790    |       |
| 5         | Kurt Felix             | GRN Granada        |      |      |      |      |      | xo   |      | o    | o    | xxx  |      |      | 4.60  | 790    |       |
| 6         | Damian Warner          | CAN Canadá         |      |      |      |      |      |      | o    |      | xxo  | xxx  |      |      | 4.60  | 790    |       |
| 7         | Felipe dos Santos      | BRA Brasil         |      |      |      |      |      |      | xo   | o    | xxx  |      |      |      | 4.50  | 760    |       |
| 8         | Pat Arbour             | CAN Canadá         |      |      |      | o    | o    | o    | xxx  |      |      |      |      |      | 4.30  | 702    |       |
| 9         | Roman Garibay          | MEX México         | o    |      | xo   | o    | o    | xxx  |      |      |      |      |      |      | 4.20  | 673    |       |
| 10        | Rodrigo Sagaon         | MEX México         | o    |      | xo   |      | xxx  |      |      |      |      |      |      |      | 4.00  | 617    |       |
| 10        | Lindon Victor          | GRN Granada        |      |      | xo   | xxx  |      |      |      |      |      |      |      |      | 4.00  | 617    |       |
| 12        | Leonel Suárez          | CUB Cuba           |      |      |      |      |      |      | xxx  |      |      |      |      |      | NM    | 0      |       |

### Lançamento de dardo
| Colocação | Atleta                 | Nacionalidade      | #1    | #2    | #3    | Marca | Pontos | Notas |
| --------- | ---------------------- | ------------------ | ----- | ----- | ----- | ----- | ------ | ----- |
| 1         | Lindon Victor          | GRN Granada        | x     | 64.89 | 66.97 | 66.97 | 843    |       |
| 2         | Roman Garibay          | MEX México         | 64.09 | 65.78 | 63.32 | 65.78 | 825    |       |
| 3         | Pat Arbour             | CAN Canadá         | 54.60 | 56.14 | 65.03 | 65.03 | 814    |       |
| 4         | Kurt Felix             | GRN Granada        | 64.10 | x     | x     | 64.10 | 800    |       |
| 5         | Yordanis García        | CUB Cuba           | 58.08 | 55.58 | 61.73 | 61.73 | 764    |       |
| 6         | Damian Warner          | CAN Canadá         | 59.55 | 61.53 | 59.09 | 61.53 | 761    |       |
| 7         | Rodrigo Sagaon         | MEX México         | 51.91 | 56.77 | x     | 56.77 | 689    |       |
| 8         | Luiz Alberto de Araújo | BRA Brasil         | 53.45 | 56.36 | x     | 56.36 | 683    |       |
| 9         | Derek Masterson        | USA Estados Unidos | 55.06 | 54.22 | 55.30 | 55.30 | 667    |       |
| 10        | Austin Bahner          | USA Estados Unidos | 52.75 | 53.32 | 54.67 | 54.67 | 658    |       |
| 11        | Felipe dos Santos      | BRA Brasil         | 46.90 | 46.52 | 47.88 | 47.88 | 557    |       |
| 12        | Leonel Suárez          | CUB Cuba           |       |       |       | DNS   | 0      |       |

### 1500 metros
| Colocação | Atleta                 | Nacionalidade      | Tempo   | Pontos | Notas |
| --------- | ---------------------- | ------------------ | ------- | ------ | ----- |
| 1         | Damian Warner          | CAN Canadá         | 4:24.73 | 780    |       |
| 2         | Rodrigo Sagaon         | MEX México         | 4:33.00 | 725    |       |
| 3         | Kurt Felix             | GRN Granada        | 4:38.39 | 690    |       |
| 4         | Yordanis García        | CUB Cuba           | 4:39.30 | 685    |       |
| 5         | Luiz Alberto de Araújo | BRA Brasil         | 4:39.77 | 682    |       |
| 6         | Austin Bahner          | USA Estados Unidos | 4:43.53 | 658    |       |
| 7         | Derek Masterson        | USA Estados Unidos | 4:45.81 | 644    |       |
| 8         | Felipe dos Santos      | BRA Brasil         | 4:48.14 | 630    |       |
| 9         | Roman Garibay          | MEX México         | 4:49.12 | 624    |       |
| 10        | Pat Arbour             | CAN Canadá         | 5:01.70 | 550    |       |
| 11        | Lindon Victor          | GRN Granada        | 5:14.03 | 482    |       |
| 12        | Leonel Suárez          | CUB Cuba           | DNS     | 0      |       |

### Resultado final
| Colocação         | Atleta                 | Nacionalidade      | Pontos | Notas                |
| ----------------- | ---------------------- | ------------------ | ------ | -------------------- |
| Medalha de ouro   | Damian Warner          | CAN Canadá         | 8659   | ,                    |
| Medalha de prata  | Kurt Felix             | GRN Granada        | 8269   | Recorde pessoal      |
| Medalha de bronze | Luiz Alberto de Araújo | BRA Brasil         | 8179   | Recorde da temporada |
| 4                 | Felipe dos Santos      | BRA Brasil         | 8019   | Recorde pessoal      |
| 5                 | Yordanis García        | CUB Cuba           | 7919   |                      |
| 6                 | Pat Arbour             | CAN Canadá         | 7502   | Recorde da temporada |
| 7                 | Lindon Victor          | GRN Granada        | 7453   | Recorde pessoal      |
| 8                 | Austin Bahner          | USA Estados Unidos | 7451   |                      |
| 9                 | Derek Masterson        | USA Estados Unidos | 7436   |                      |
| 10                | Roman Garibay          | MEX México         | 7419   | Recorde pessoal      |
| 11                | Rodrigo Sagaon         | MEX México         | 6659   |                      |
| 99 !              | Leonel Suárez          | CUB Cuba           | DNF    |                      |

Legenda
| Recorde mundial                  | Recorde mundial (World record)               |                       | Recorde africano                      | Recorde africano (African) |                                           | Q | Classificado por posição (Qualified) |
| Recorde dos Jogos Pan-Americanos | Recorde pan-americano (Pan-American record)  | Recorde da América    | Recorde da América (Americas)         | q                          | Classificado por melhor tempo (Qualified) |   |                                      |
| Melhor marca do ano              | Melhor marca do ano (World leading)          | Recorde asiático      | Recorde asiático (Asian)              | DNS                        | Não largou (Did not start)                |   |                                      |
| Recorde nacional                 | Recorde nacional (National record)           | Recorde europeu       | Recorde europeu (European)            | DNF                        | Não terminou (Did not finish)             |   |                                      |
| Recorde pessoal                  | Recorde pessoal do atleta (Personal best)    | Recorde da Oceania    | Recorde da Oceania (Oceania)          | DSQ / DQ                   | Desclassificado (Disqualified)            |   |                                      |
| Recorde da temporada             | Recorde da temporada do atleta (Season best) | Recorde sul-americano | Recorde sul-americano (South America) | NM                         | Sem marca (No mark)                       |   |                                      |